# KAPシステム
KAPシステム（カップシステム）は鉄骨専用3DCADソフトウェア の一種。清水建設グループの日本ファブテックが開発。

## 用途
コンピューター上に鉄骨モデルを作成し、図面の自動作成等を行うシステムである。
システム本来の目的はファブリケーターにおける業務の省力化である。さらに近年では他業種のCADシステムと属性情報を付与したモデルのデータを連携することで、建設業界におけるBIMツールとしても活用されている。

## 沿革
開発は1972年に始まり、また外販は1983年から始まり、当時はスーパーミニコン用であった。現在はMicrosoft Windows版を販売している。
当初は片山鉄工所が開発・販売を行っていたが、現在は日本ファブテックが行っている。また初期導入から高度な利用方法までの教育や実務サポートも行なっている。
- 1972年 - 電電公社リモートシステムDEMOS採用[4]。
- 1972年 - 2次元原寸型板システムとして開発に着手[4]。
- 1974年 - 3次元鉄骨トータルシステムとして開発に着手[4]。
- 1983年 - スーパーミニコンEDS2採用。
- 1983年 - KAP/BS（ビル鉄骨専用）を開発し外販を開始[4]。
- 1985年 - 汎用マクロ言語（Boneコマンド）を開発[4]。
- 1987年 - ワークステーション SunOS採用[4]。
- 1991年 - 汎用グラフィックライブラリ（KGL）を開発[4]。
- 1993年 - OpenGLを利用した3次元グラフィックスを開発[4]。
- 1996年 - パソコン Solaris採用[4]。
- 1999年 - パソコン TurboLinux Ws10.0採用[4]。
- 2000年 - Webブラウザを利用した材料集計システムの開発[4]。
- 2003年 - パソコン TurboLinux Ws Fuji採用。
- 2008年 - パソコン TurboLinux Client採用。
- 2008年 - 操作性を一新したEasy-KAPを開発[4]。
- 2010年 - 汎用CAD実寸法師との連携を開始[4]。
- 2011年 - パソコンVine Linux5.2採用[4]。
- 2011年 - 設備系CADとの連携を開始[4]。
- 2013年 - 階段系CADとの連携を開始[4]。
- 2014年 - ELV（昇降機）CADとの連携を開始[4]。
- 2015年 - パソコン Vine Linux6.0採用。
- 2015年 - タブレット用のアプリを開発[4]。
- 2016年 - 上流設計CADとの連携を開発。
- 2018年 - パソコン Windowsを採用。
- 2018年 - Windows-KAPの開発[4]。
- 2019年 - 鉄骨梁貫通孔補強材の検討におけるクラウド判定機能を開発[6]。
- 2019年 - KAP for Revitを開発[4] [2]。
- 2020年 - クラウドリモートを開発[4]。
- 2021年 - パソコンUbuntu Linux採用。
- 2021年 - ELV関係鉄骨の対応。
- 2021年 - CWファスナーの連携を開始。
- 2021年 - ST-Bridge Ver2.0に対応。
- 2021年 - リモートワークへの需要に併せてクラウドによるWEB-APPサービス開始[7]。